# 标量乘法

用标量乘法得到一向量的三倍

向量a的标量乘法，−a和2a

标量乘法（英語：scalar multiplication）是線性代數中向量空間的一種基本運算（更廣義的，是抽象代數的一個模）)。在直覺上，將一個實數向量和一個正的實數進行标量乘法，也就是將其長度乘以此标量，方向不變。标量一詞也從此用法而來：可將向量缩放的量。标量乘法是將標量和向量相乘，結果得到一向量，和內積將兩向量相乘，得到一純量不同。

## 定義
若K為域，而V為K上的向量空間，标量乘法為從K× V到V的函数。將K中的c和V中的v計算标量乘法，結果記為cv。

### 性質
标量乘法符合以下的規則：（粗表示向量）
- 标量的加成性：(c + d)v = cv + dv；
- 向量的加成性：c(v + w) = cv + cw；
- 标量相乘和标量乘法的結合律：(cd)v = c(dv)；
- 乘以1不會改變向量：1v = v；
- 乘以0會得到零向量（英语：zero vector）：0v = 0；
- 乘以-1會得到加法逆元：(−1)v = −v.

其中+表示域或是向量空間的加法，0是域或是向量空間的加法單位元

## 詮釋
标量乘法可以視為是向量空間的外部二元运算或域的群作用。标量乘法的幾何詮釋是向量的拉長，方向可能會對調。
标量乘法中，V也可以是K，則标量乘法就變成域中的乘法。
若V是Kn，标量乘法等於向量中的每一個元素都和標量相乘，需另外定義。
若K是交换环而V是K上的模，同樣的定義仍可以適用。
K甚至可以是一個半環，但沒有加法逆元。若K不符合交換律，可以定義左标量乘法cv和右標量乘法vc。

## 相關
- 統計
- 力學
- 乘法